# Scheloribates grandiporosus
Scheloribates grandiporosus är en kvalsterart som först beskrevs av Hammer 1973.  Scheloribates grandiporosus ingår i släktet Scheloribates och familjen Scheloribatidae. Inga underarter finns listade i Catalogue of Life.